# Sa Llapassa
Sa Llapassa és una possessió del terme de Llucmajor, Mallorca, situada a la marina, al migjorn.
El 1235, Albert Borserius de Tarragona, la seva esposa i el seu fill varen vendre a Ponç Joan de Tarragona dues jovades de terra de les seves cavalleries de l'alqueria Lapassa. El 1425, quan n'era propietari Pere Salvà, el papa Pius VI hi autoritzà la construcció d'un oratori privat. La família Salvà, coneguda com a Salvà de sa Llapassa, fou una de les fundadores de la vila de Llucmajor, en fou la propietària fins al darrer terç del segle xx. D'aquesta família, destaca la poeta Maria Antònia Salvà Ripoll, que dedicà a la possessió alguns dels seus poemes, i el seu germà Francesc Salvà Ripoll, pintor. En l'actualitat, n'és propietari l'empresari felanitxer Antoni Fontanet Obrador.
El topònim Llapassa sembla que prové del nom d'una herba en llatí, la lappacea.

## Construccions
Les cases de la possessió són de caràcter senyorial. Estan disposades en línia i tenen una carrera al davant. Hom hi troba l'habitatge humà, la torre de defensa i algunes dependències agropecuàries (portasses, l'antiga pallissa convertida en cotxeria, però que encara conserva les arqueries interiors, i un cup de vi en desús). Aïlladament i disposades al voltant de la casa principal, hom troba altres dependències agrícola-ramaderes: els antics sestadors, el forn amb volta de canó que duu una inscripció «Añy 1898», uns magatzems també amb volta de canó, el galliner, els estables, una torre de molí de vent en desús i algunes barraques de roter. La possessió té tres instal·lacions hidràuliques: una cisterna, un aljub (enfront de la façana sud de l'habitatge) i un safareig (adossat a la façana est de l'edifici).

## Jaciments arqueològics
A la Llapassa, hi ha dos jaciments arqueològics: La cova de sa Llapassa - la Casina, una cova natural retocada en temps prehistòrics situada prop de les cases de la possessió; i les restes prehistòriques de sa Llapassa, que estan constituïdes per unes poques restes prehistòriques molt disperses.